# Division 1 2001-02
La Division 1 2001-2002 fue la 62.ª temporada del fútbol francés profesional. Olympique Lyonnais resultó campeón con 66 puntos, obteniendo su primer título de campeón de Francia.

## Equipos participantes
| - Auxerre - Bastia - Bordeaux - Guingamp - RC Lens - Lille - FC Lorient - Olympique Lyonnais - Olympique de Marseille |  | - FC Metz - AS Monaco FC - Montpellier - FC Nantes Atlantique - Paris Saint-Germain FC - Stade Rennais FC - Sedan - FC Sochaux-Montbéliard - Troyes AC |

## Tabla de posiciones
| Pos. | Equipo                | Pts. | PJ | G  | E  | P  | GF | GC | Dif. | Clasificación o descenso                                    |
| ---- | --------------------- | ---- | -- | -- | -- | -- | -- | -- | ---- | ----------------------------------------------------------- |
| 1    | Olympique de Lyon (C) | 66   | 34 | 20 | 6  | 8  | 62 | 32 | +30  | Fase de grupos de la Liga de Campeones                      |
| 2    | Lens                  | 64   | 34 | 18 | 10 | 6  | 55 | 30 | +25  | Fase de grupos de la Liga de Campeones                      |
| 3    | Auxerre               | 59   | 34 | 16 | 11 | 7  | 48 | 38 | +10  | Tercera ronda clasificatoria de la Liga de Campeones        |
| 4    | París Saint-Germain   | 58   | 34 | 15 | 13 | 6  | 43 | 24 | +19  | Primera ronda de la Copa de la UEFA                         |
| 5    | Lille                 | 56   | 34 | 15 | 11 | 8  | 39 | 32 | +7   | Tercera ronda de la Copa Intertoto                          |
| 6    | Girondins de Burdeos  | 50   | 34 | 14 | 8  | 12 | 34 | 31 | +3   | Primera ronda de la Copa de la UEFA                         |
| 7    | Troyes                | 47   | 34 | 13 | 8  | 13 | 40 | 35 | +5   | Segunda ronda de la Copa Intertoto                          |
| 8    | Sochaux               | 46   | 34 | 12 | 10 | 12 | 41 | 40 | +1   | Segunda ronda de la Copa Intertoto                          |
| 9    | Olympique de Marsella | 44   | 34 | 11 | 11 | 12 | 34 | 39 | −5   |                                                             |
| 10   | Nantes Atlantique     | 43   | 34 | 12 | 7  | 15 | 35 | 41 | −6   |                                                             |
| 11   | Bastia                | 41   | 34 | 12 | 5  | 17 | 38 | 44 | −6   |                                                             |
| 12   | Stade Rennes          | 41   | 34 | 11 | 8  | 15 | 40 | 51 | −11  |                                                             |
| 13   | Montpellier           | 40   | 34 | 9  | 13 | 12 | 28 | 31 | −3   |                                                             |
| 14   | Sedan Ardennes        | 39   | 34 | 8  | 15 | 11 | 35 | 39 | −4   |                                                             |
| 15   | Mónaco                | 39   | 34 | 9  | 12 | 13 | 36 | 41 | −5   |                                                             |
| 16   | EA Guingamp           | 35   | 34 | 9  | 8  | 17 | 34 | 57 | −23  |                                                             |
| 17   | Metz (D)              | 33   | 34 | 9  | 6  | 19 | 31 | 47 | −16  | Descenso de categoría                                       |
| 18   | Lorient (D)           | 31   | 34 | 7  | 10 | 17 | 43 | 64 | −21  | Descenso de categoría y primera ronda de la Copa de la UEFA |

 Fuente: [cita requerida]
Notas:
1. ↑  Girondins de Burdeos se clasificó para la primera ronda de la Copa de la UEFA 2002-03 al haber ganado la Copa de la Liga de Francia 2001-02.
2. ↑  Lorient se clasificó para la primera ronda de la Copa de la UEFA 2002-03 al haber ganado la Copa de Francia 2001-02.

Promovidos de la Division 2, que jugarán en la Ligue 1 2002/03
- - AC Ajaccio : campeón de la Division 2
  - RC Strasbourg : segundo lugar
  - OGC Nice : tercer lugar
  - Le Havre AC : cuarto lugar

## Goleadores
| #  | Jugador                 | Nacionalidad    | Club                   | Goles |
| -- | ----------------------- | --------------- | ---------------------- | ----- |
| 1  | Djibril Cissé           | Francia         | AJ Auxerre             | 22    |
| 1  | Pedro Pauleta           | Portugal        | Bordeaux               | 22    |
| 3  | Jean-Claude Darcheville | Francia         | FC Lorient             | 19    |
| 4  | Nicolas Goussé          | Francia         | Troyes AC              | 15    |
| 5  | Shabani Nonda           | R.D. del Congo  | AS Monaco              | 14    |
| 5  | Pierre-Alain Frau       | Francia         | FC Sochaux-Montbéliard | 14    |
| 5  | Sonny Anderson          | Brasil          | Olympique Lyonnais     | 14    |
| 5  | Tony Vairelles          | Francia         | SC Bastia              | 14    |
| 9  | Daniel Moreira          | Francia         | RC Lens                | 11    |
| 9  | Bruno Cheyrou           | Francia         | Lille                  | 11    |
| 11 | Sidney Govou            | Francia         | Olympique Lyonnais     | 10    |
| 11 | El-Hadji Diouf          | Senegal         | RC Lens                | 10    |
| 13 | Dagui Bakari            | Costa de Marfil | Lille                  | 9     |
| 14 | Ronaldinho              | Brasil          | Paris Saint-Germain    | 8     |
| 14 | Fabrice Fiorèse         | Francia         | Paris Saint-Germain    | 8     |
| 14 | Lamine Sakho            | Senegal         | Olympique de Marseille | 8     |
| 14 | Cédric Bardon           | Francia         | En Avant Guingamp      | 8     |
| 14 | Patrice Loko            | Francia         | Troyes AC              | 8     |
| 14 | Henri Camara            | Senegal         | CS Sedan-Ardennes      | 8     |